# Thymus dreatensis
Thymus dreatensis — вид рослин родини глухокропивові (Lamiaceae), ендемік Алжиру.

## Поширення
Ендемік Алжиру.